# 短突糯鰻
短突糯鰻（学名：Macrocephenchelys brevirostris），又名短突吻鰻，为辐鳍鱼纲鳗鲡目糯鰻科大頭鰻屬下的一个种。该物种分布于西太平洋，包括台湾和澳大利亚，栖息深度为280米至440米，雄性体长可达36.7公分。